# Jesper Munk

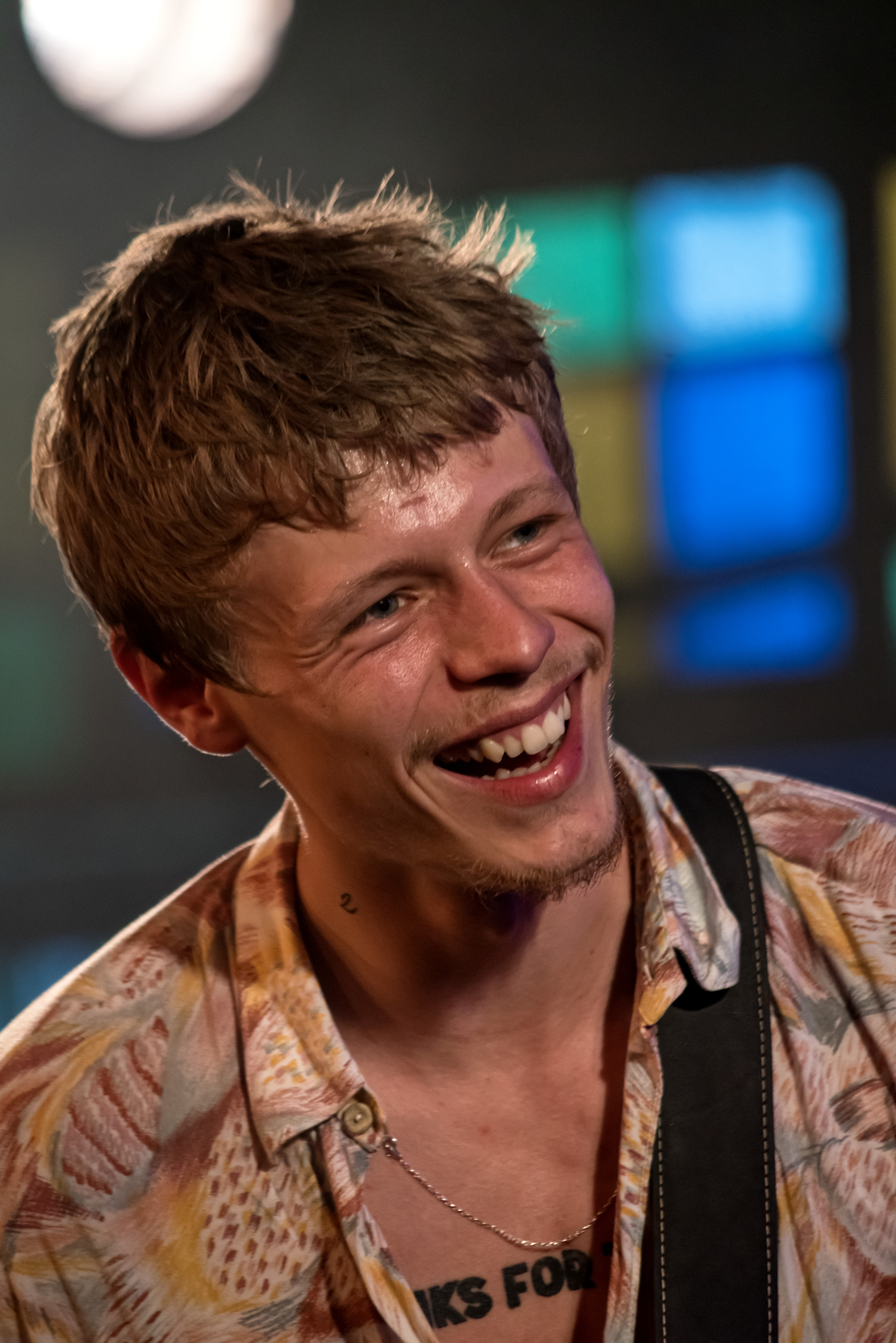
Jesper Munk auf dem ZMF 2017 in Freiburg

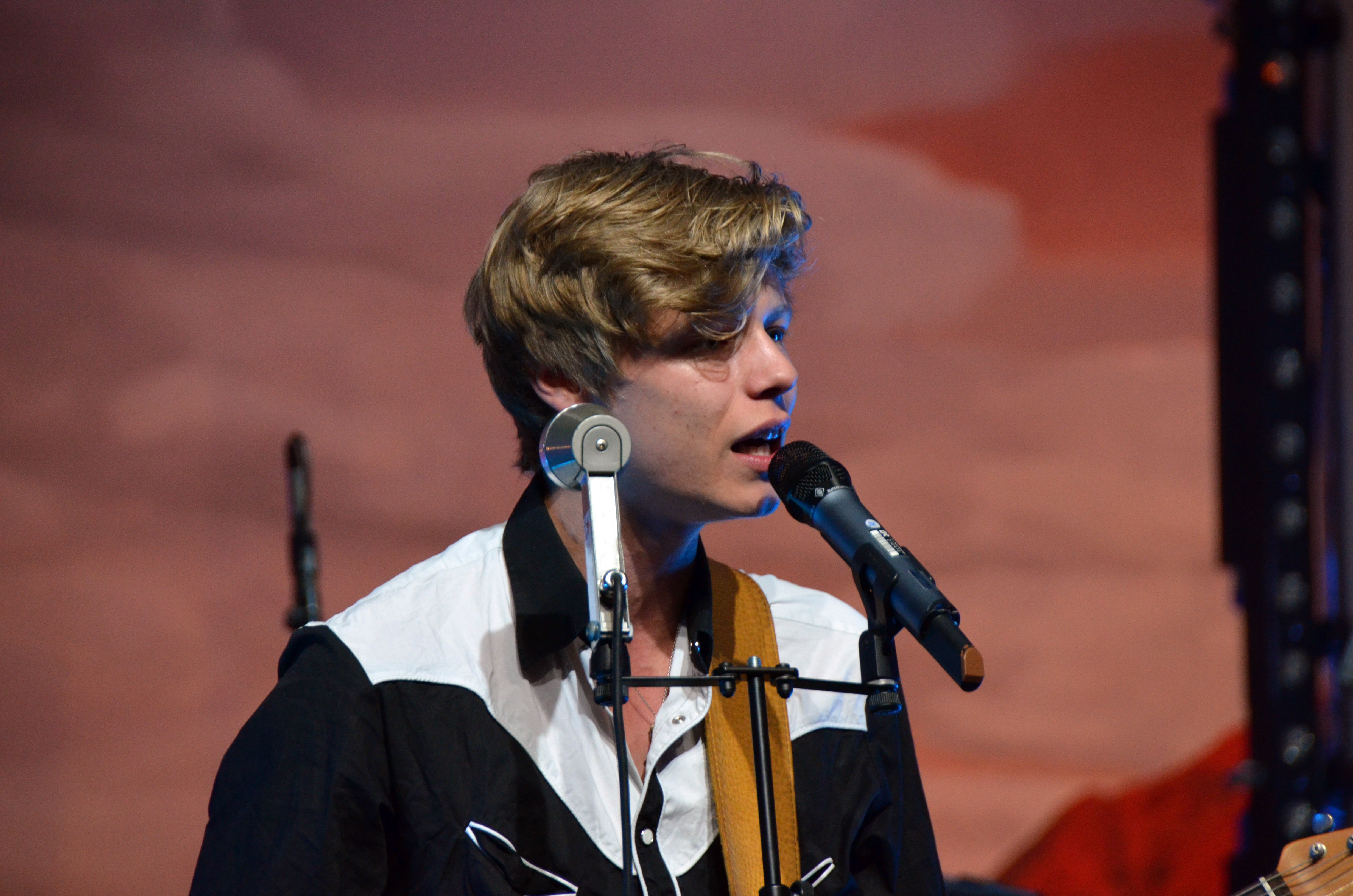
Jesper Munk auf dem Heimatsound-Festival 2014

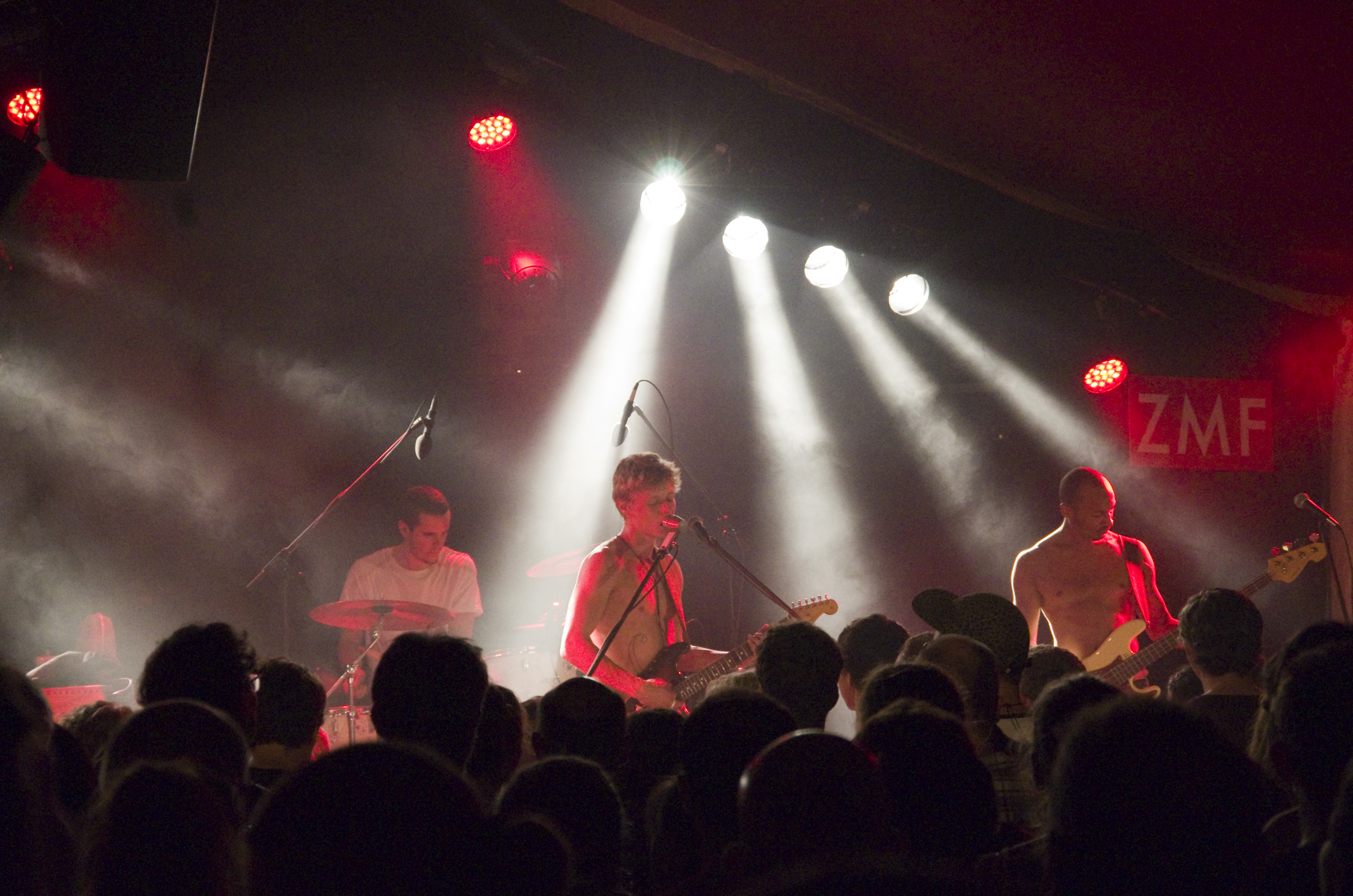
Jesper Munk auf dem ZMF 2015 in Freiburg

Jesper Munk (* 31. Mai 1992 in München) ist ein deutscher Blues-, Soul-, Rock- und Folk-Singer-Songwriter und Gitarrist.

## Leben
Jesper Munk wurde in München als Sohn der dänischen Schneiderin Helle Munk und des deutschen Musikers und Journalisten Rainer Germann (Marionetz, Cat Sun Flower) geboren. Die Familie wohnte im Hinterhaus der Münchner Gaststätte Fraunhofer, wo Künstler ein- und ausgingen, so dass Munk in einer kreativen Umgebung aufwuchs.
Mit 15 Jahren begann er Gitarre zu spielen, seit 2010 spielt er in der Band Lila’s Riot. Nach dem Abitur am Städtischen Luisengymnasium München begann er eine Solokarriere, trat auf der Straße und regelmäßig auch bei den Fish’n Blues-Veranstaltungen der Münchener Glockenbachwerkstatt im Glockenbachviertel auf. Entdeckt wurde der ursprüngliche Straßenmusikant von Ralf Summer, seines Zeichens Musikredakteur des Bayerischen Rundfunks.
Am 14. Juni 2013 erschien sein Debütalbum For In My Way It Lies (Redwinetunes). Das Album spielte Jesper Munk zusammen mit dem Lila’s Riot-Bandkollegen und -Schlagzeuger Clemens Finck von Finckenstein und seinem als Berater, Bassist und Co-Produzent fungierenden Vater ein. Beide unterstützen Jesper Munk als Band auch bei Bühnenauftritten.
Das ZDF bezeichnete Jesper Munk im Rahmen eines Fernsehauftritts als „Deutschlands gehypten Blues-Act“ und die Jugendzeitschrift Bravo sah ihn als „einzigartige Neuentdeckung“ und ergänzte: „Diesen Namen sollte man sich merken“. Im Herbst 2013 ging Jesper Munk auf Tour und war in der Show von Harald Schmidt zu hören, von nun an folgten weitere Fernsehauftritte in bekannten Shows. Ende 2013 tourte Jesper Munk als Vorgruppe bei Eric Burdons Deutschlandtour.
An der Produktion seines zweiten Albums Claim, erschienen 2015 bei Warner Music Group, waren neben Bonifaz "Bones" Prexl (Triska u. a.) und Jon Spencer (Mastermind von The Jon Spencer Blues Explosion und Boss Hog, auch Mocky (Feist, Jamie Lidell, Chilly Gonzales u. a.) und DJ Sepalot (Ex-Blumentopf beteiligt. Auch hierfür erntete Munk wieder großartige Kritiken, wie etwa im Focus: "Und man würde sich nicht wundern, wenn er demnächst im Vorprogramm der momentanen Bluesrock-Speerspitze The Black Keys, Jack White oder Gary Clark junior auftauchte, mit denen Jesper Munk bereits ehrenvoll verglichen wird. Nicht nur nach deutschen Maßstäben ein überragendes Talent."
Danach folgte ein Ortswechsel und Jesper Munk fand in Berlin eine neue Wahlheimat. Ende April 2018 erschien dann sein drittes Studio-Album Favourite Stranger, ebenfalls bei Warner Music Germany. Produziert wurde es vom Multiinstrumentalisten Robbie Moore unter dem Mitwirken von Gitarren-Legende Knox Chandler, der geraume Zeit auch als Gitarrist bei Siouxsie and the Banshees und The Psychedelic Furs tätig war und immer wieder auch mit R.E.M. und Dave Gahan (Depeche Mode) arbeitete. Das Album gilt als Zäsur, denn Jesper Munk änderte hörbar seinen Stil, weg vom Blues hin zum Indiepop, Crooning und Soul. Martin Pfnür urteilte im Musikexpress wie folgt: "Auf seinem dritten Album vollzieht der Münchner Wahlberliner eine Wandlung: weg vom Bluesrock der Black Keys hin zu den Facetten des Blue-Eyed-Soul."
Zusammen mit seiner Ehefrau Madeleine Rose gründete er 2019 die Art-Noise-Punk-Band Public Display Of Affection (kurz P.D.O.A.) und veröffentlichte im Mai bei Impression Recordings die EP Darling Colour. Es folgte die Trennung von Warner Music, sowie Munks Einstieg bei der von Avantgarde, Gothic Rock, Industrial, Electro und Wave beeinflussten Punk-Band Plattenbau, des ebenfalls bei P.D.O.A. tätigen Bassisten Lewis Lloyd.
2022 veröffentlichte Jesper Munk das Album "Taped Heart Sounds" auf Billbrook Records, auf dem er ausschließlich Song-Klassiker von Künstlern wie Tom Waits, J. J. Cale, Etta James, Hank Williams, Willie Dixon, Jacques Brel u. a. in sehr eigenständigen Interpretationen coverte. Und wieder waren die Kritiken voll des Lobes, wie etwa bei Kulturnews: "Dieses mutige und sehr intime Cover-Album ist die bisher persönlichste Veröffentlichung des Müncheners, und absolut hörenswert." Oder wie hier bei plattentests.de: "In zwölf Klassikern zwischen Blues und Rock 'n' Roll zeigt Munk auch seine eigenen Facetten, die eine warme Soulstimme mit tief verankertem Blues und auch Pop-Elemente umfassen." Hier arbeitet er auch zum ersten Mal mit der Berliner Jamsession- und Begleitband The Cassette Heads, bestehend aus den ebenfalls in Berlin lebenden Australiern Hal Strewe (b) und Ziggy Zeitgeist (dr) sowie dem Finnen Tim Granbacka (p, key) zusammen, die Munk fortan auch auf Tour als Begleitmusiker zur Seite standen und stehen.
Nach der Trennung von seiner Frau, 2021, stieg Munk auch bei P.D.O.A. aus und konzentrierte sich wieder mehr auf seine Solo-Karriere. 2024 übernahm der Künstlermanager Gerald Huber (früher auch Impala Ray, Malva u. a.), der Jesper Munk von Geburt an kennt, spielte er doch zusammen mit dessen Vater bei der Rockband Cat Sun Flower und war jahrelang Labelmanager der Plattenfirma Redwinetunes. Im Oktober erschien dann das Album "Yesterdaze" beim international arrivierten Indielabel Glitterhouse Records. Der Titel ist ein Kunstwort aus "Yesterdays" also "Gestern" und "daze" also "benommen, vernebelt". Hier reflektiert Jesper Munk seine ersten Jahre in Berlin, die geprägt waren von einem Imposter-Phänomen (auch Jona-Komplex) und seiner internen Auseinandersetzung über Kulturelle Aneignung sowie einigen Alkohol- und Drogenproblemen. All dies führte über Jahre hinweg dazu, dass sich Jesper Munk von seinem Frühwerk mehr und mehr distanzierte und fortan auch nur noch wenige Songs aus den ersten Jahren in seinem Live-Programm spielte. Erst unter dem maßgeblichen Einfluss seines neuen Managements entwickelte Munk wieder ein Konzept und eine Strategie, sich wieder mit seinen frühen Hits wie "Morning Coffee", "Shakespeare & Heartbreak" und "Courage For Love" zu beschäftigen, die zusammen auf etwa 17 Mio. Streams nur auf Spotify kommen (Stand 12/2024). Sein "Return of..." feierte Munk dann auch mit zwei – innerhalb kürzester Zeit ausverkauften – euphorisch gefeierten Best Of-Shows im Münchner Live-Club Milla. Auf den Album-Release von "Yesterdaze" folgte 2024 / 2025 eine ausgedehnte Tournee mit über 60 Konzerten in Deutschland, Österreich, Frankreich, Niederlande u. a.

## Diskografie

### Alben
- For in My Way It Lies (2013)
- Claim (2015)
- Favourite Stranger (2018)
- Darling Colour (2019)
- Taped Heart Sounds (2022)
- Yesterdaze (2024)

### Singles
- Seventh Street (2013)
- Hungry for Love (2013)
- I Love You (2013)
- Courage For Love (2015)[10]
- König der Raben (2021 – zusammen mit Megaloh)
- Baby (2021)
- Head In The Clouds (2021)
- Ein Wunder (OST zur Serie "Das Haus der Träume")
- Yesterdaze (2024)
- Tiny Heart (2024)
- Ivory Tower (2024)

## Auszeichnungen
Die Münchener Abendzeitung zeichnete Jesper Munk Ende Dezember 2013 mit dem „Stern des Jahres“ in der Kategorie „Blues“ aus.